# NGC 328
NGC 328 este o galaxie spirală barată situată în constelația Phoenix. A fost descoperită în 5 septembrie 1836 de către John Herschel.